# 東向島

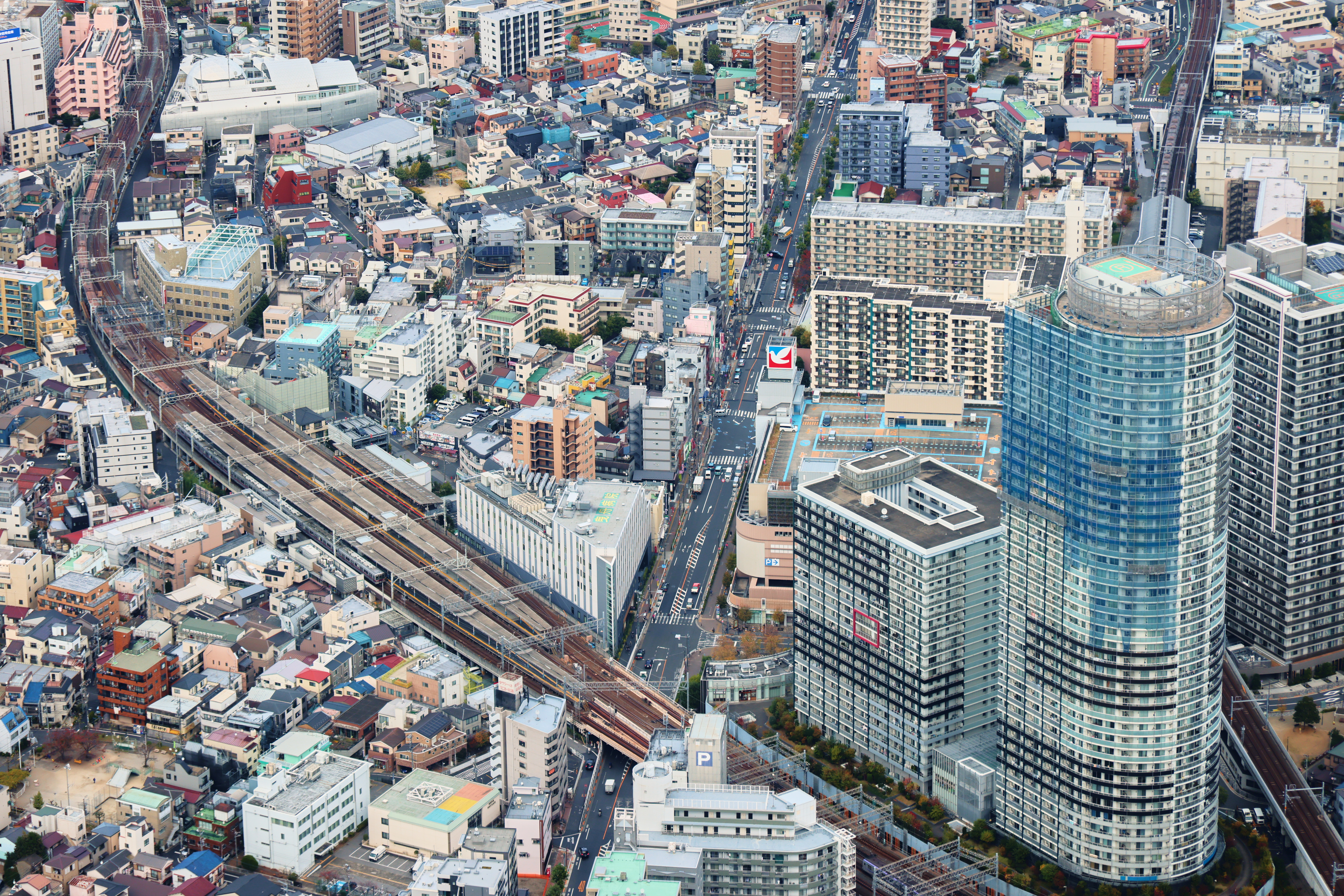
曳舟（曳舟駅・京成曳舟駅周辺）の空撮（2022年11月）

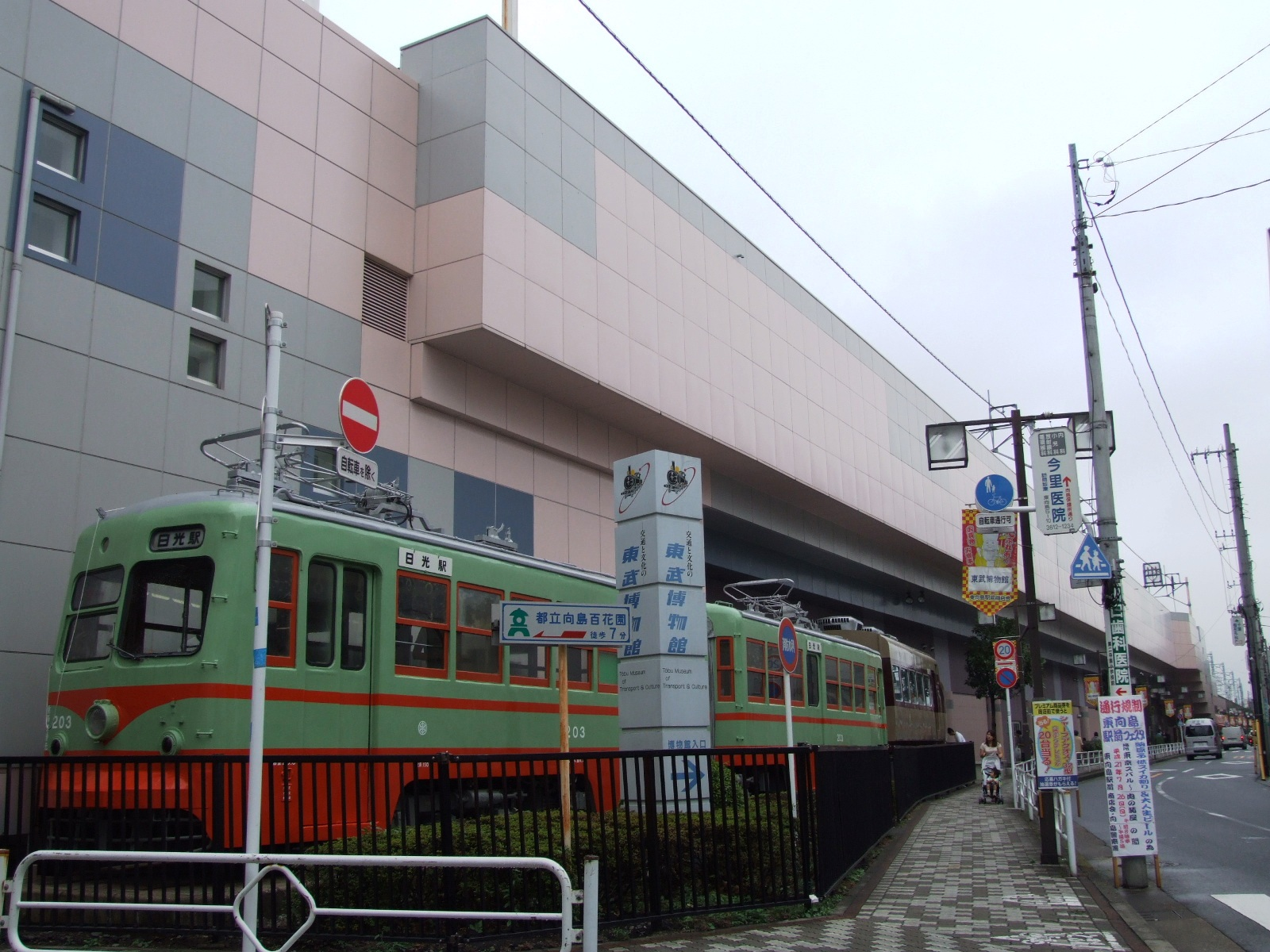
東武博物館（東向島駅）

東向島（ひがしむこうじま）は、東京都墨田区の町名である。現行行政区画は東向島一丁目から東向島六丁目。住居表示実施済み区域。

## 地理
墨田区の北西部に位置する。北に墨田、東に八広および京島、南に押上、南西に向島、西に堤通と隣接する。町域東辺を曳舟川通り、西辺を墨堤通りと接する。また中央部を南北に東武スカイツリーラインが縦貫し、中央部と南部に同路線の鉄道駅が2つある。また町域内に出入口はないが、隣接する堤通を首都高速道路の高架路線が走り、向島出入口が設けられている。

### 地価
住宅地の地価は、2024年（令和6年）7月1日の地価調査によれば、東向島3-16-17の地点で42万6000円/m2となっている。

## 歴史

### 地名の由来
東向島という地名は、向島の地域のうち、東の部分という意味である。1965（昭和40）年3月の住居表示施行によって誕生した。

## 世帯数と人口
2025年（令和7年）3月1日現在（墨田区発表）の世帯数と人口は以下の通りである。
| 丁目         | 世帯数     | 人口     |
| ------------ | ---------- | -------- |
| 東向島一丁目 | 1,915世帯  | 3,257人  |
| 東向島二丁目 | 3,121世帯  | 5,309人  |
| 東向島三丁目 | 1,959世帯  | 3,600人  |
| 東向島四丁目 | 2,303世帯  | 3,809人  |
| 東向島五丁目 | 2,434世帯  | 4,082人  |
| 東向島六丁目 | 3,281世帯  | 5,755人  |
| 計           | 15,013世帯 | 25,812人 |

### 人口の変遷
国勢調査による人口の推移。
| 年                 | 人口   |
| ------------------ | ------ |
| 1995年（平成7年）  | 21,074 |
| 2000年（平成12年） | 20,295 |
| 2005年（平成17年） | 21,871 |
| 2010年（平成22年） | 22,672 |
| 2015年（平成27年） | 22,959 |
| 2020年（令和2年）  | 23,984 |

### 世帯数の変遷
国勢調査による世帯数の推移。
| 年                 | 世帯数 |
| ------------------ | ------ |
| 1995年（平成7年）  | 8,414  |
| 2000年（平成12年） | 8,441  |
| 2005年（平成17年） | 9,713  |
| 2010年（平成22年） | 10,631 |
| 2015年（平成27年） | 11,385 |
| 2020年（令和2年）  | 12,542 |

## 学区
区立小・中学校に通う場合、学区は以下の通りとなる（2022年9月時点）。
| 丁目         | 番地                         | 小学校                 | 中学校                 |
| ------------ | ---------------------------- | ---------------------- | ---------------------- |
| 東向島一丁目 | 全域                         | 墨田区立第一寺島小学校 | 墨田区立墨田中学校     |
| 東向島二丁目 | 1〜30番                      | 墨田区立第一寺島小学校 | 墨田区立墨田中学校     |
| 東向島二丁目 | 31〜49番                     | 墨田区立第三寺島小学校 | 墨田区立寺島中学校     |
| 東向島三丁目 | 全域                         | 墨田区立第二寺島小学校 | 墨田区立桜堤中学校     |
| 東向島四丁目 | 1番 4〜8番 10〜14番 17〜39番 | 墨田区立第二寺島小学校 | 墨田区立桜堤中学校     |
| 東向島四丁目 | 2〜3番 9番 15〜16番 40〜43番 | 墨田区立梅若小学校     | 墨田区立桜堤中学校     |
| 東向島五丁目 | 1〜21番 23〜31番             | 墨田区立第二寺島小学校 | 墨田区立桜堤中学校     |
| 東向島五丁目 | 22番 32〜43番                | 墨田区立八広小学校     | 墨田区立吾嬬第二中学校 |
| 東向島六丁目 | 45番 47〜48番 50〜64番       | 墨田区立八広小学校     | 墨田区立吾嬬第二中学校 |
| 東向島六丁目 | 1〜44番 46番 49番            | 墨田区立第三寺島小学校 | 墨田区立寺島中学校     |

## 交通

### 鉄道
- 曳舟駅 - 駅番号 TS 04
  - ■■東武伊勢崎線（東武スカイツリーライン）
  - ■東武亀戸線
- 東向島駅 - 駅番号 TS 05
  - ■■東武伊勢崎線（東武スカイツリーライン）

### バス
- 路線バス
  - 都営バス
- コミュニティバス
  - 京成バス（すみだ百景 すみまるくん・すみりんちゃん）

### 道路
- 国道6号（水戸街道）
- 東京都道306号王子千住夢の島線（明治通り）
- 東京都道461号吾妻橋伊興町線（墨堤通り）

## 事業所
2021年（令和3年）現在の経済センサス調査による事業所数と従業員数は以下の通りである。
| 丁目         | 事業所数    | 従業員数 |
| ------------ | ----------- | -------- |
| 東向島一丁目 | 113事業所   | 617人    |
| 東向島二丁目 | 327事業所   | 2,941人  |
| 東向島三丁目 | 135事業所   | 902人    |
| 東向島四丁目 | 123事業所   | 1,089人  |
| 東向島五丁目 | 191事業所   | 1,269人  |
| 東向島六丁目 | 192事業所   | 1,232人  |
| 計           | 1,081事業所 | 8,050人  |

### 事業者数の変遷
経済センサスによる事業所数の推移。
| 年                 | 事業者数 |
| ------------------ | -------- |
| 2016年（平成28年） | 1,126    |
| 2021年（令和3年）  | 1,081    |

### 従業員数の変遷
経済センサスによる従業員数の推移。
| 年                 | 従業員数 |
| ------------------ | -------- |
| 2016年（平成28年） | 7,418    |
| 2021年（令和3年）  | 8,050    |

## 施設
官公署
- 墨田区役所東向島出張所（東向島二丁目）
- 向島消防署（東向島六丁目）
- 向島労働基準監督署
- 向島保健センター
- 向島税務署

教育
- 東京都立墨田川高等学校（東向島三丁目）
- 墨田区立向島中学校（東向島四丁目）
- 墨田区立第一寺島小学校（東向島一丁目）
- 墨田区立第二寺島小学校（東向島四丁目）
- 墨田区立第三寺島小学校（東向島六丁目）

公園
- 向島百花園（東向島三丁目）

博物館
- 東武博物館（東向島四丁目）

寺社
- 白鬚神社（東向島三丁目）[16]
- 法泉寺（東向島三丁目）[16]

## その他

### 日本郵便
- 郵便番号 : 131-0032[3]（集配局 : 向島郵便局[17]）。